# Sylvine Delannoy
Pour les articles homonymes, voir Sylvine et Delannoy.

Sylvine Delannoy (Sylvine, Marcelle, Charlotte Delannoy) est une actrice française, fille du compositeur Marcel Delannoy, née le 4 juillet 1929 au Vésinet (Seine-et-Oise) et morte le 25 juillet 1993 à Paris.

## Filmographie
- 1955 : French Cancan de Jean Renoir : Titine
- 1967 : Le Vieil Homme et l'Enfant de Claude Berri : Suzanne
- 1968 : La mariée était en noir de François Truffaut : Mme Morane
- 1972 : L'Œuf (de Félicien Marceau), téléfilm de Jean Herman : Mlle Duvant